# In Her Shoes
Pour les articles homonymes, voir Chaussure à son pied.
Pour plus de détails, voir Fiche technique et Distribution.
In Her Shoes est un film britannico-américain réalisé par Curtis Hanson et sorti en 2005. Il s'agit d'une adaptation du roman du même nom de Jennifer Weiner.

## Synopsis
À Philadelphie, dyslexique et persuadée de ne posséder aucune aptitude intellectuelle, l'inconséquente Maggie Feller ne compte que sur son sex-appeal pour s'en sortir. Tout le contraire de sa sœur Rose, avocate dans un prestigieux cabinet, qui se réfugie dans le travail pour oublier le vide de sa vie amoureuse. 
Une nuit, pour une fois, Rose a un homme dans son lit. Il s'agit de son patron. Mais elle doit l'abandonner pour aller ramasser sa sœur, qui a encore fini une soirée ivre morte. Comme leur belle-mère Sydelle ne veut plus entendre parler de Maggie, c'est à contrecœur que Rose accepte d'héberger sa sœur, le temps que celle-ci trouve un travail. Mais la cohabitation de deux caractères si opposés ne peut se faire sans heurts.

## Fiche technique
- Titre original et français : In Her Shoes
- Titre canadien francophone : Chaussure à son pied
- Réalisation : Curtis Hanson
- Scénario : Susannah Grant, d'après le roman de Jennifer Weiner (en)
- Musique : Mark Isham
- Décors : Dan Davis
- Photographie : Terry Stacey
- Montage : Lisa Zeno Churgin (en) et Craig Kitson
- Production : Lisa Ellzey, Carol Fenelon, Curtis Hanson, Ridley Scott et Tony Scott
- Sociétés de production : Fox 2000 Pictures, Scott Free Productions et Deuce Three Productions
- Distribution : 20th Century Fox (États-Unis, France)
- Pays de production :  États-Unis,  Royaume-Uni
- Format : Couleurs - 2,35:1 - DTS / Dolby Digital / SDDS - 35 mm
- Genre : comédie dramatique, romance
- Durée : 130 minutes
- Dates de sortie : 
  - Canada : 14 septembre 2005 (festival de Toronto)
  - États-Unis : 7 octobre 2005
  - France : 16 novembre 2005
  - Belgique : 30 novembre 2005

## Distribution
- Cameron Diaz (VF : Barbara Tissier) : Maggie Feller
- Toni Collette (VF : Marjorie Frantz) : Rose Feller
- Shirley MacLaine (VF : Arlette Thomas) : Ella Hirsch
- Mark Feuerstein (VF : Gérard Darier) : Simon Stein
- Brooke Smith (VF : Julie Dumas) : Amy
- Richard Burgi (VF : Patrick Béthune) : Jim Danvers
- Francine Beers (en) (VF : Jacqueline Cohen) : Mme Lefkowitz
- Ken Howard (VF : Patrice Melennec) : Michael Feller
- Jerry Adler (VF : Philippe Dumat) : Lewis Feldman
- Norman Lloyd : le professeur, dans la pension de retraite
- Eric Balfour : Grant
- Alan Blumenfeld (en) : M. Stein
- Marcia Jean Kurtz : Mme Stein
- Jackie Geary : Marcia
- Anson Mount : Todd
- Candice Azzara (VF : Annie Le Youdec) : Sydelle Feller
- Ivana Miličević : Caroline, la mère de Maggie et Rose (photo uniquement)

Caméos
Jennifer Weiner (l'auteur) et son agent apparaissent dans la scène du marché italien, marchant derrière Toni Collette et son amie "Amy". La sœur et la grand-mère de Jennifer Weiner font également une petite apparition durant le film.

## Production

### Choix des interprètes
Toni Collette est initialement choisie pour incarner Maggie Feller alors que Sarah Michelle Gellar obtient le rôle de Rose. Finalement, après le désistement de Sarah Michelle Gellar, Collette accepte de prendre le rôle de Rose. Toni Collette a dû faire un « régime inversé » et prendre 12 kilos avant le tournage pour pouvoir coller à son personnage. Elle a ensuite dû les perdre pour évoluer avec le rôle qu'elle interprétait. 

### Tournage
Le tournage a lieu à Philadelphie, en Floride (Deerfield Beach, Delray Beach, Briny Breezes) et en Californie (Pasadena, Los Angeles).
Promenant les chiens dont elle a la garde temporaire, Rose monte les Rocky Steps du Philadelphia Museum of Art.

## Bande originale
- Stupid Girl, interprété par Garbage
- Musica Feliz, interprété par Rodomaal feat Nicinha
- Thème des Dents de la mer, John Williams
- Spanish Grease, interprété par Willie Bobo
- No regrets, interprété par The Von Bondies
- Sitting in Limbo, interprété par Jimmy Cliff
- Mother Liza, interprété par Leroy Smart
- Collide, interprété par Rachael Yamagata
- Minuet No. 5 in E Major, composé par Luigi Boccherini
- Waltz from 'Coppélia', composé par Léo Delibes
- Three little birds, interprété par Bob Marley
- You make me feel so young, composé par Mack Gordon (en) et Joseph Myrow
- Spiritual Healing, interprété par Toots & the Maytals
- The best of everything, composé par Sammy Cahn et Alfred Newman
- Bridal Chorus from Lohengrin, interprété par Richard Jah Ace & The Sons of Ace
- Is this love, interprété par Richard Jah Ace & The Sons of Ace
- I got you babe, interprété par Richard Jah Ace & The Sons of Ace

## Accueil

### Critique
Le film reçoit des critiques plutôt positives. Sur l'agrégateur américain Rotten Tomatoes, il récolte 75% d'opinions favorables pour 164 critiques et une note moyenne de 6,8⁄10. Le consensus suivant résume les critiques compilées par le site : « L'honnêteté et les performances solides font de In Her Shoes un choix solide pour tous les publics ». Sur Metacritic, il obtient une note moyenne de 60⁄100 pour 36 critiques.
En France, le film obtient une note moyenne de 3,2⁄5 sur le site AlloCiné, qui recense 25 titres de presse.

### Box-office
Le film connait un bon succès en salles avec plus de 80 millions de dollars récoltés au box-office dans le monde. 
| Pays ou région    | Box-office      | Date d'arrêt du box-office | Nombre de semaines |
| ----------------- | --------------- | -------------------------- | ------------------ |
| États-Unis Canada | 32 880 591 $    | 29 janvier 2006            | [ 8 ]              |
| France            | 234 760 entrées |                            | -                  |
| Total mondial     | 83 697 473 $    | -                          | -                  |

## Analyse